# IONISx
A IONISx egy oktató technológiai cég, amely tömeges, nyílt online kurzusokat ajánl. Alapító Marc Sellam és Fabrice Bardèche, a IONIS Education Group CEO. A IONISx együttműködik egyetemekkel, hogy azok egyes kurzusait online elérhetővé tegye a mérnöki tudomány, bölcsészet, orvostudomány, biológia, társadalomtudomány, matematika, gazdaságtudomány, számítástudomány és egyéb területekről.

## Fordítás
Ez a szócikk részben vagy egészben  az   IONISx című angol Wikipédia-szócikk fordításán alapul.  Az eredeti cikk szerkesztőit annak laptörténete sorolja fel. Ez a jelzés csupán a megfogalmazás eredetét és a szerzői jogokat jelzi, nem szolgál a cikkben szereplő információk forrásmegjelöléseként.